# Hesston
Hesston és una població dels Estats Units a l'estat de Kansas. Segons el cens del 2000 tenia 3.509 habitants, 1.227 habitatges, i 904 famílies. La densitat de població era de 523,1 habitants/km².